# Midazolam
Le midazolam (parfois connu en France sous le nom commercial Hypnovel, et aux États-Unis sous le nom Versed) est une molécule de la famille des benzodiazépines. Ses puissantes propriétés anxiolytiques, amnésiantes, hypnotiques, anticonvulsivantes, sédatives et myorelaxantes, associées à un délai et une durée d'action courts, en font un adjuvant particulièrement utile en anesthésie et en réanimation. Sous forme orale ou intranasale, le midazolam est indiqué dans le traitement des crises d'épilepsie et de convulsion chez l'enfant et le nourrisson.
Le midazolam est par ailleurs indiqué et recommandé comme molécule de référence dans la sédation des patients pour détresse en phase terminale par la société française d’accompagnement et de soins palliatifs (SFAP). Cette utilisation est réservée aux situations aiguës ou réfractaires vécues par le patient comme insupportables dans le cadre de la Loi Léonetti pour une sédation profonde et continue,.
Le midazolam a été synthétisé en 1976 et mis sur le marché en France en 1986. Il est disponible en France sous forme injectable mais aussi rectale (surtout en prémédication avant une anesthésie), tandis qu'on le trouve également sous forme orale aux États-Unis ou dans un certain nombre de pays européens avec pour indication l'insomnie, sous le nom commercial Dormicum. Dans ce rôle, il semble plus efficace pour induire le sommeil rapidement sans effets indésirables majeurs que d'autres benzodiazépines,, mais pas nécessairement pour garantir un sommeil long, du fait de sa durée d'action courte,.

## Chimie et pharmacologie
Le produit est proche structurellement du triazolam, dont il se distingue par un atome de fluor à la place d'un atome de chlore en position R2'[Quoi ?] et dont il partage l'élimination rapide. Sa durée d'action semble même légèrement inférieure. Une différence notable est sa mauvaise biodisponibilité par voie orale, ce qui nécessite sa consommation à des doses bien plus élevées (7,5 mg contre 0,25 mg pour le triazolam, doses pouvant être respectivement doublées,,) pour un effet hypnotique comparable. Sous sa forme chlorhydrate soluble adaptée à l'administration par injection intraveineuse,, il est cependant plus proche de son cousin chloré en termes de puissance. Son absorption est rapide du fait de son caractère très lipophile dans le pH du corps humain.
Le midazolam est très utilisé en solution injectable anesthésique du fait de son action rapide et courte, son caractère basique et sa bonne solubilité aqueuse dans les solutions acides, ce qui en simplifie l'utilisation.
Tout comme les nombreux produits apparentés, le midazolam influence l'action du GABA en renforçant l'activité des récepteurs GABA-A,, activés de manière naturelle par le corps. On parle alors d'un modulateur allostérique positif. Contrairement au barbital, ce produit n'est pas un agoniste de ces récepteurs et ne fait que renforcer leur activité lors de leur activation naturelle (ou bien par le fait d'un autre agoniste, comme l'alcool) ce qui limite quelque peu les risques de surdosage accidentel.

## Utilisation non médicale
Le midazolam est utilisé comme partie d'un cocktail pour l'injection létale dans le cadre des exécutions de condamnés à mort notamment aux États-Unis. Mais cette technique est controversée : en effet, en 2014, trois condamnés à mort, dans trois États différents (Ohio, Oklahoma, Arizona) ont été exécutés par l'administration de midazolam combiné à d'autres produits. Ces trois détenus ont montré des signes de souffrances et d'étouffement lors de leur agonie, qui a duré 26 minutes pour la plus courte, et 117 minutes pour la plus longue (contre 10 minutes habituellement),. Les trois détenus sont Clayton Lockett, Dennis McGuire et Joseph Wood (en).
Le produit est également détourné pour un usage récréatif dans les pays où il est prescrit, tels que la Suisse,. Les comprimés sont parfois réduits en poudre et dissous pour une injection intraveineuse.
En France, pour éviter les usages détournés, il est soumis à une partie de la réglementation sur les stupéfiants.